# Kaserwand
Die Kaserwand (auch Käserwand, Kasererwand oder Kaserer) ist ein Berg im Mangfallgebirge in den Bayerischen Alpen. Sein Gipfel, der Teil der Wendelsteingruppe ist, hat eine Höhe von 1690 m ü. NHN. Der Gipfel und die Felswand sind sowohl bei Wanderern als auch bei Kletterern beliebt.

## Geographie
Der Gipfel der Kaserwand liegt zwischen dem Wildalpjoch im Westen (1720 m ü. NHN) und dem Jackelberg im Osten (1412 m ü. NHN), ungefähr 2,5 Kilometer östlich des Wendelsteins. Nach Südwesten und Süden bricht er mit einer bis zu 45 Meter hohen Felswand ab. In der Felswand befinden sich zahlreiche Kletterrouten in den unteren und mittleren Schwierigkeitsgraden. Man erreicht die Kaserwand am einfachsten auf Wanderwegen vom unteren Sudelfeld und durch das Arzmoos.

## Geologie
Der Berg besteht hauptsächlich aus Muschelkalk, Partnachschichten und Wettersteinkalk.